# Мокра
Мокра — река во Владимирской области России, правый приток Илевны. Длина реки составляет 26 км, площадь водосборного бассейна — 150 км².

## Данные водного реестра
По данным государственного водного реестра России относится к Окскому бассейновому округу, водохозяйственный участок реки — Ока от впадения реки Мокша до впадения реки Тёша, речной подбассейн реки — бассейны притоков Оки от Мокши до впадения в Волгу. Речной бассейн реки — Ока.
По данным геоинформационной системы водохозяйственного районирования территории РФ, подготовленной Федеральным агентством водных ресурсов:
- Код водного объекта в государственном водном реестре — 09010300112110000030343
- Код по гидрологической изученности (ГИ) — 110003034
- Код бассейна — 09.01.03.001
- Номер тома по ГИ — 10
- Выпуск по ГИ — 0

### Притоки (км от устья)
- 11 км: река Райна (пр)